# Podorgilus nemorensis
Podorgilus nemorensis är en stekelart som beskrevs av Braet och Van Achterberg 2003. Podorgilus nemorensis ingår i släktet Podorgilus och familjen bracksteklar. Inga underarter finns listade i Catalogue of Life.